# Stationsbuurt (Haarlem)

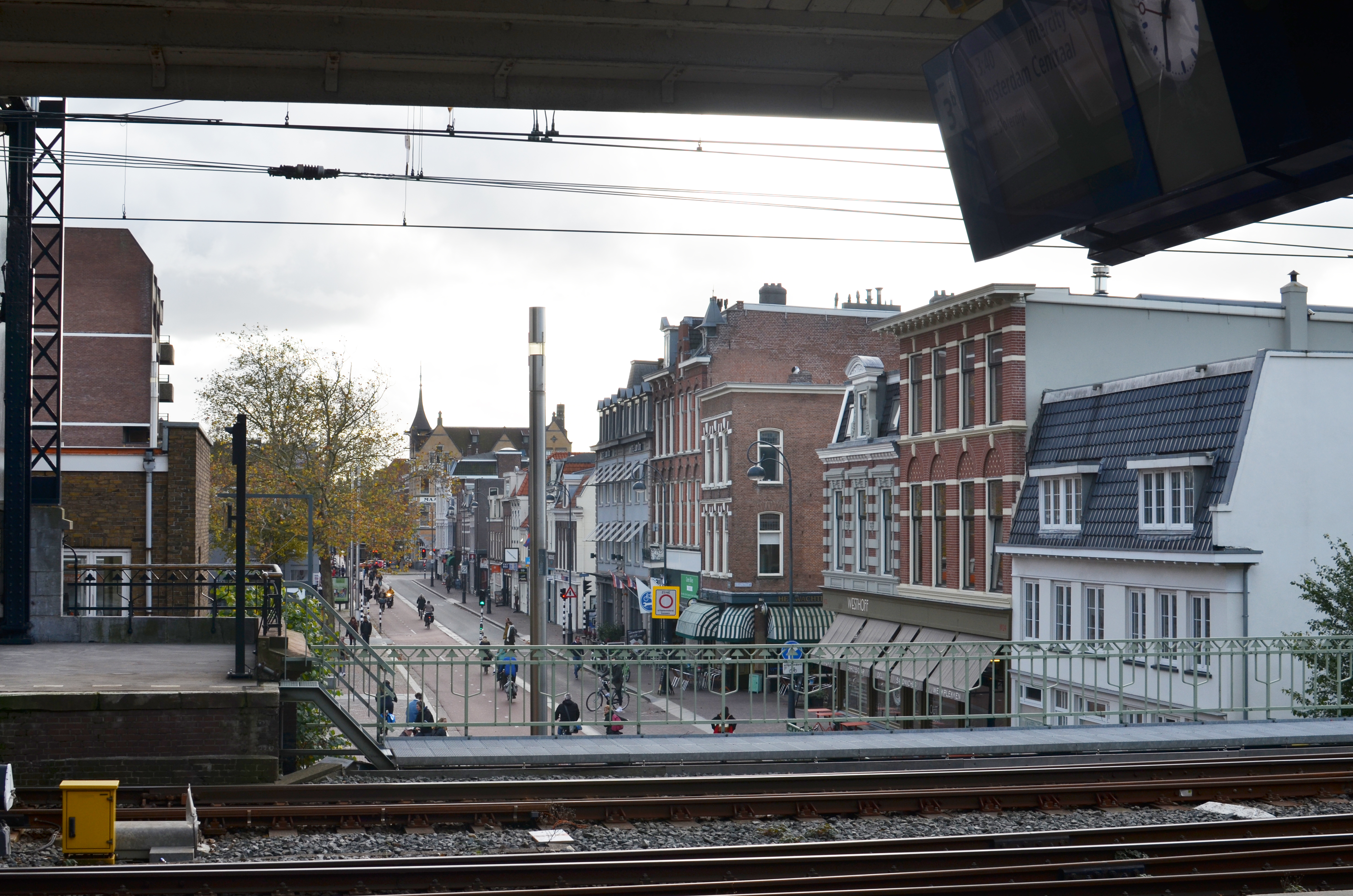
De Kruisweg gezien vanaf het station.

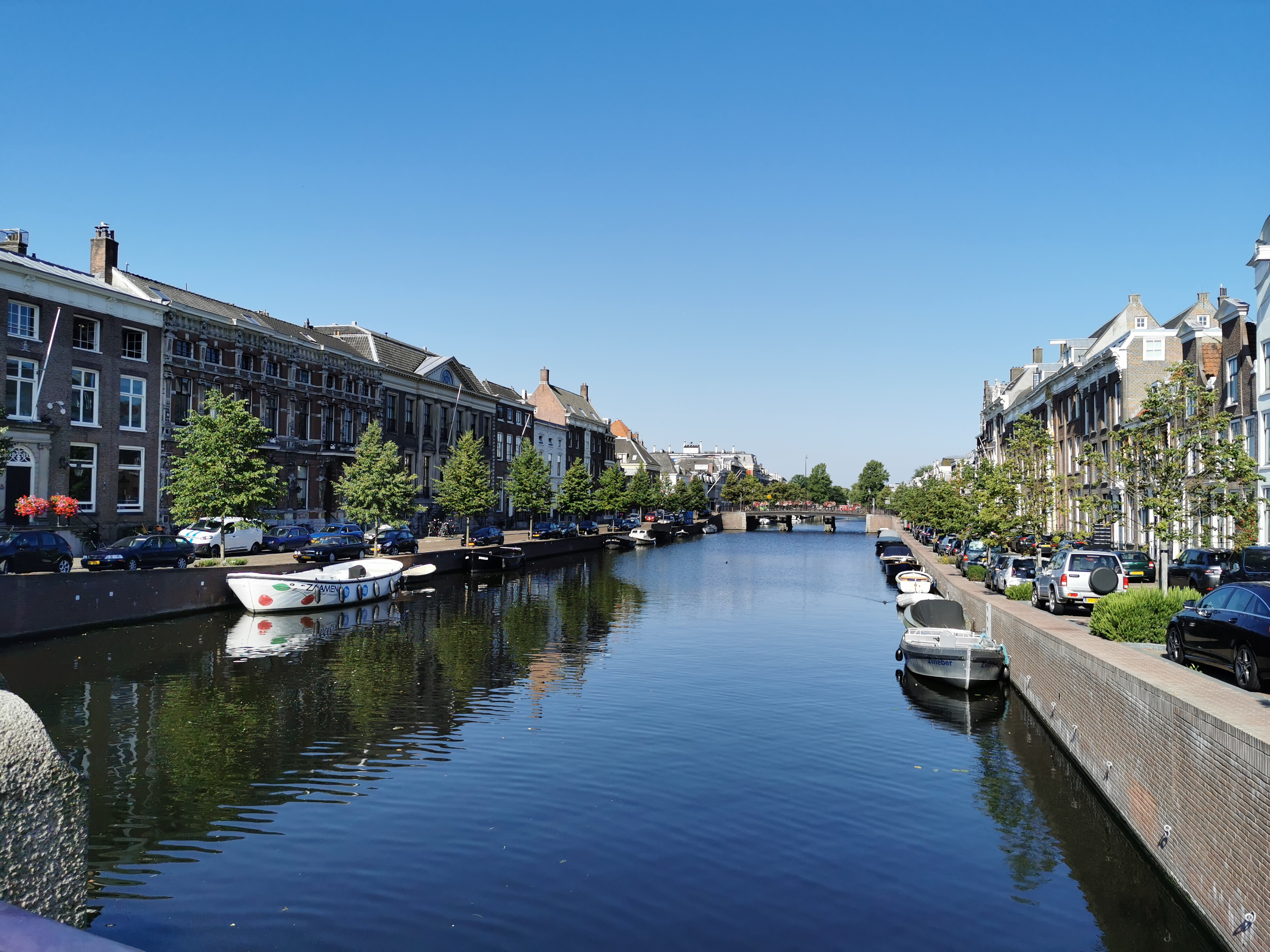
De Nieuwe Gracht vormt de zuidelijke begrenzing van de Stationsbuurt.

De Stationsbuurt is een buurt in de Haarlemse wijk de Oude Stad, onderdeel van het stadsdeel Haarlem-Centrum. Deze buurt dankt zijn naam aan het station Haarlem dat hier in 1842 gereed kwam en in 1908 vervangen werd door nieuwbouw, waarbij het spoorwegemplacement omhoog werd gebracht. Van 1881 tot 1886 bevond zich in deze buurt ook de tijdelijke halte Haarlem Bolwerk, waarvan het gebouwtje in 1905 werd gesloopt.

## Geschiedenis
De Stationsbuurt is een resultaat van de negentiende-eeuwse stadsuitbreiding Nieuwstad van de vestingstad Haarlem, en was onderdeel van een groter plan om een hele ring rond de binnenstad van Haarlem aan te leggen zoals dat in Leiden is gebeurd. Het plan Nieuwstad was een stedenbouwkundig plan om de Oude Stad van Haarlem fors uit te breiden. De eerste aanzet voor het plan werd ontworpen in de 17de eeuw door de architecten Pieter Post en Salomon de Bray. Het stadsbestuur gaf hen in 1627 de opdracht tot het ontwerpen van een stadsuitbreiding ten noorden van de binnenstad. Dit plan kwam bekend te staan als de nieuwe stad en later als Nieuwstad
Het ontwerp hield in dat de nieuwe noordkant werd begrensd door een moderne halve cirkelvormige verdedigingslinie met zes bastions, omgeven door een gracht die het beloop der bastions volgde. Met dit plan werd het stedelijk gebied met zo'n 50% vergroot. De oude noordelijke stadsmuur met de bijbehorende gracht werden opgeofferd. Daar stond tegenover dat in het zuidelijke deel van Nieuwstad twee brede grachten werden gegraven, de Nieuwe Gracht en de Achter Nieuwe Gracht.
Bij de stadsuitbreiding werden de Kruispoort en de Janspoort afgebroken, en kwam er een nieuwe stadspoort de Nieuwpoort of Kennemerpoort. Deze lag aan het huidige Kennemerplein nabij het latere station. Delen van de Kruisweg en Jansweg die eerst buiten de stadsmuur lagen kwamen in de stad te liggen. Deze wegen werden met de Kruisstraat en de Jansstraat verbonden over de Nieuwe Gracht door middel van de Kruisbrug respectievelijk de Jansbrug.
Verder werd in het noorden van de buurt een zestal bastions gerealiseerd ter verdediging van de stad. Op de restanten van de bastions zijn in de negentiende eeuw de stadsparken De Bolwerken en het Kenaupark aangelegd door landschapsarchitect Jan David Zocher. De buurt wordt van de oudere binnenstad gescheiden door de Nieuwe Gracht, dit is het enige restant van de grachten die in deze buurt werden aangelegd. Zo zijn de Achter Nieuwe Gracht en de Kraaienhorstergracht verdwenen. Op de plek waar de Achter Nieuwe Gracht heeft gelegen, is de Parklaan aangelegd. Deze geeft de buurt en laan een groene, parkachtige sfeer. De Kraaienhorstergracht die in het verlengde lag van de Oude Gracht is onderdeel geworden van de Nassaulaan.
In de zuidoosthoek ten oosten van de Jansweg ligt de Gonnetbuurt. Hier zijn deels villa's rondom het Ripperdapark gelegen. Het andere deel in de 19de eeuw was in gebruik door industrieën zoals de katoenfabriek De Phoenix. In de 21ste eeuw werd deze buurt herontwikkeld tot volwaardige woon-werkbuurt.

## Lijst van geplande straten in Nieuwstad
| - Baljuwslaan - Boeren Varkensmarkt - Jansweg - Kruisweg - Groenendalsteeg - Korte- en Lange Herenstraat - Nieuwe Gracht of Herengracht - Korte- en Lange Rozenstraat |  | - Korte- en Lange Molenstraat - Korte Kraaijenhorsterstraat - Prinsenstraat - Korte- en Lange Ruiterstraat - Oude Ruiterstraat - Rolhuizen - Rozenlaantje - Tweede of Achter Nieuwe Gracht - Zijhuizen |

## Ontwikkeling

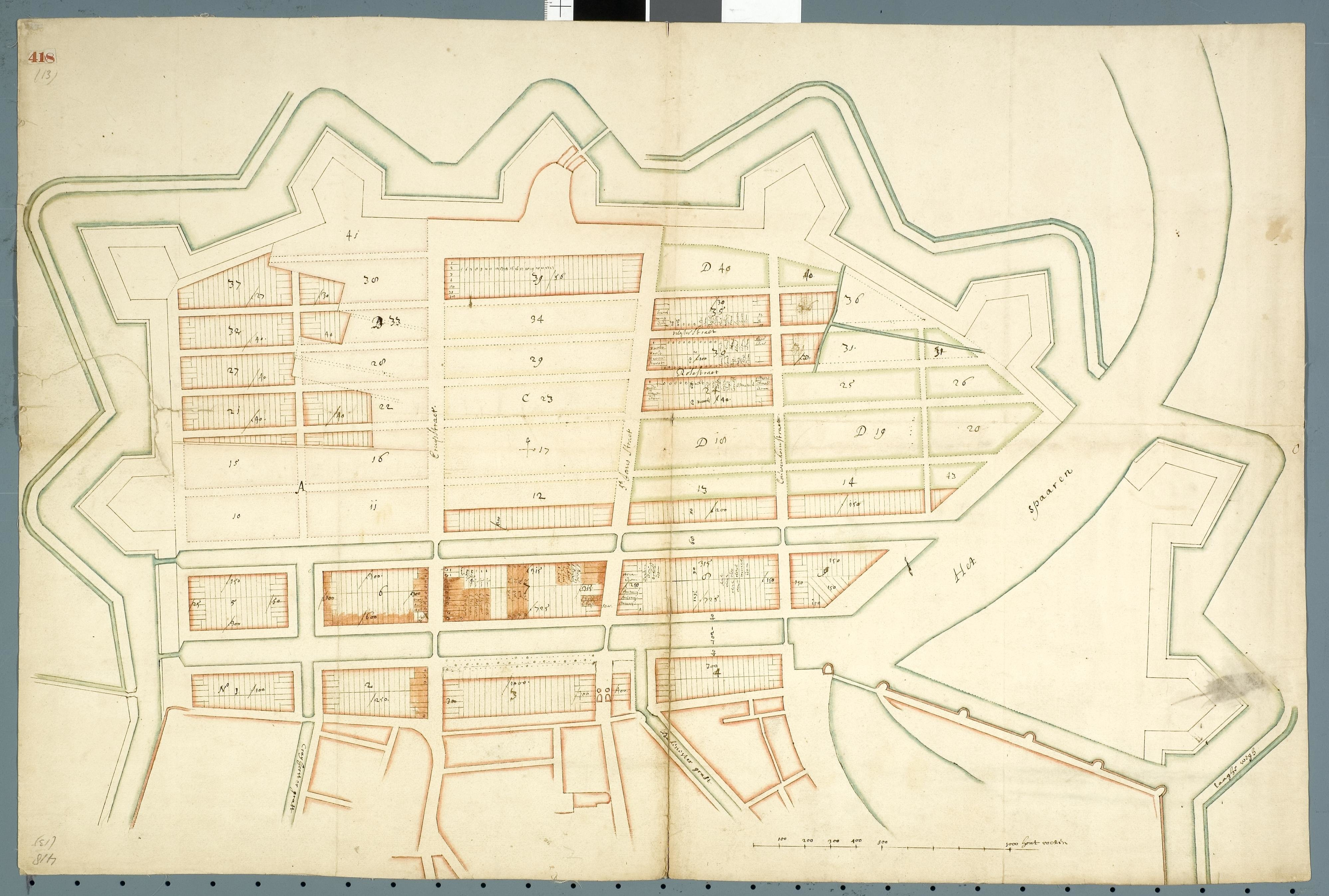
Kaart van de Nieuwe Uitleg aan de noord- en noordoostzijde van Haarlem uit 1677
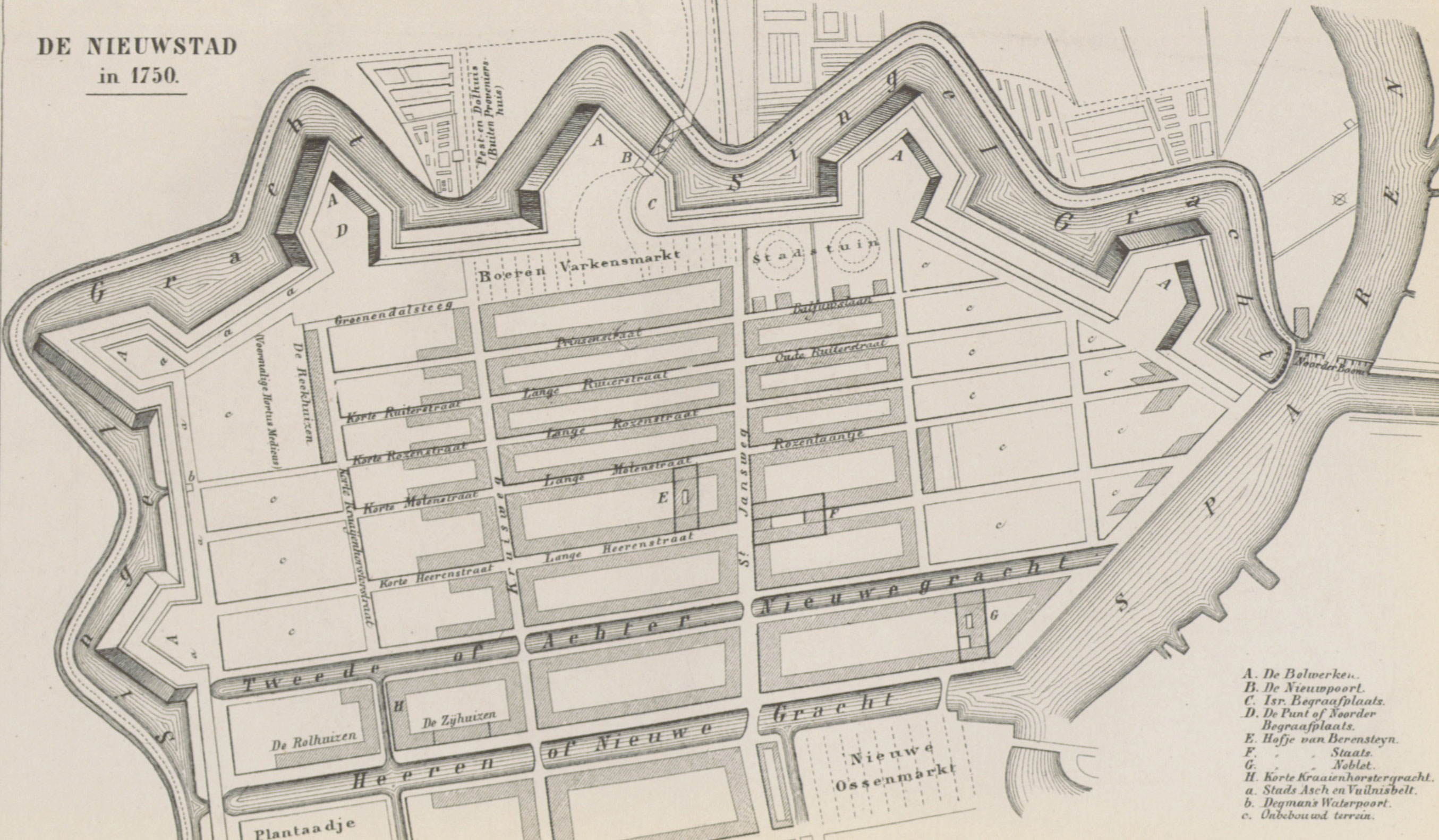
De Nieuwstad in 1750
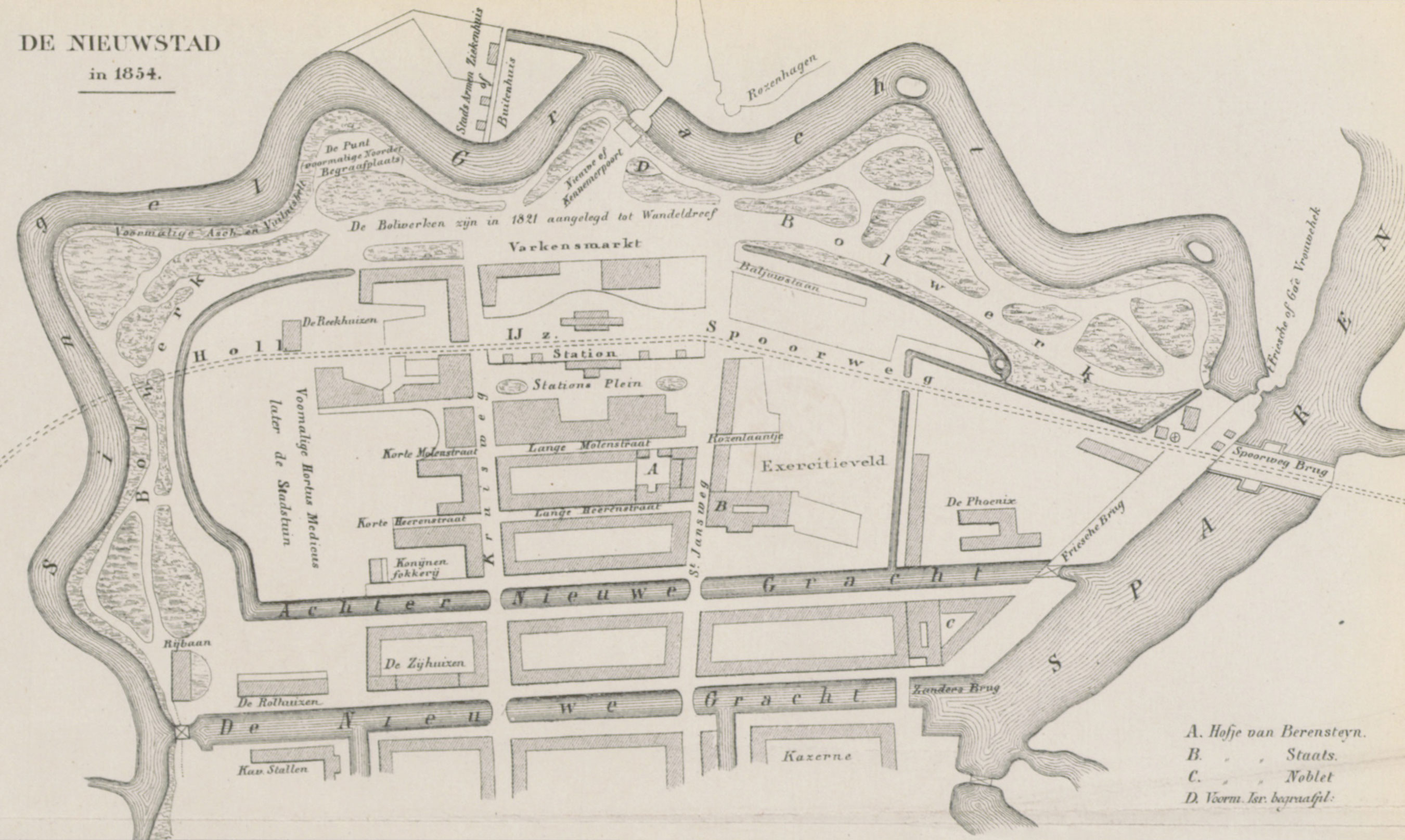
De Nieuwstad in 1854
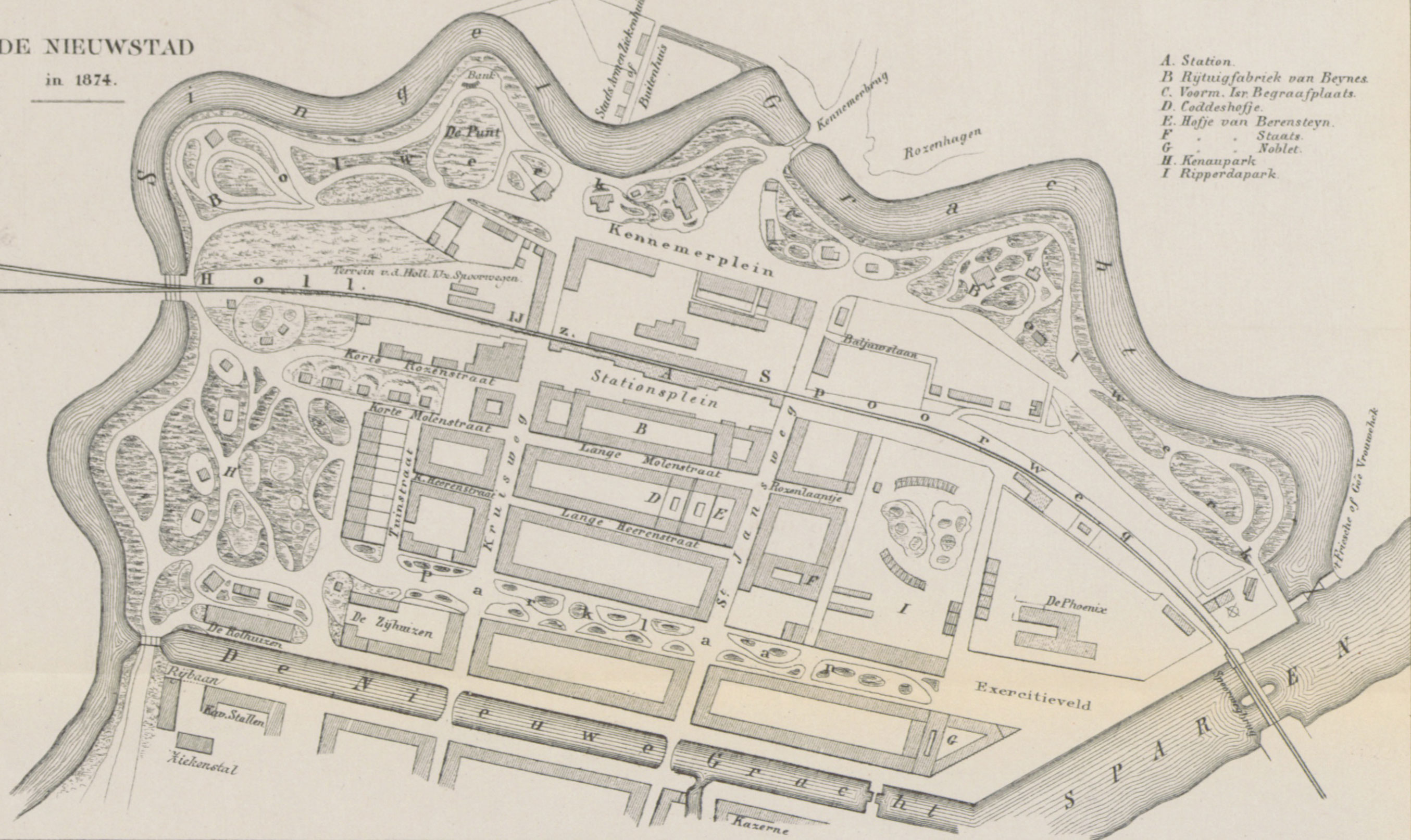
De Nieuwstad in 1874